# Teodor Szemelowski
Teodor Szemelowski (ur. 1 marca 1813 w Drohobyczu, zm. 1 listopada 1871 w Samborze) - prawnik, adwokat, burmistrz Sambora. poseł do Sejmu Krajowego Galicji i austriackiej Rady Państwa.
Ukończył gimnazjum w Samborze (1829) i Studium Filozoficzne we Lwowie (1831). W latach 1831–1835 studiował na Wydziale Prawa Uniwersytetu Lwowskiego, gdzie 7 lipca 1837 uzyskał tytuł doktora prawa. Jako adwokat krajowy prowadził kancelarię adwokacją we Lwowie, a następnie w Samborze, od 1855 był wpisany do grona adwokatów Sądu Obwodowego w Samborze. 
Podczas Wiosny Ludów współorganizator a następnie od 12 kwietnia 1848  członek Komitetu Narodowego w Samborze. Z jego ramienia 26 kwietnia 1848 wszedł w skład Centralnej Rady Narodowej we Lwowie, gdzie działał w jej Wydziale Opieki. Podpisał protest przeciw decyzji gubernatora Franza von Stadiona z 23 IV o zniesieniu pańszczyzny w Galicji oraz manifest do społeczeństwa ukraińskiego w Galicji o jedność działania z Polakami.
Poseł do Sejmu Krajowego Galicji I kadencji (1861–1867), wybrany w III kurii obwodu Sambor, z okręgu wyborczego Miasto Sambor. W Sejmie był zwolennikiem Franciszka Smolki i rzecznikiem rozszerzenia autonomii Galicji. Opowiadał się m.in. za wprowadzeniem urzędu kanclerza dla Galicji (1866) oraz głosował za adresem Sejmu Krajowego do cesarza Franciszka Józefa w sprawie autonomii Galicji, Sprzeciwiał się projektom podziału Galicji wysuwanym przez działaczy ukraińskich i zwalczał tendencje moskalofilskie wśród ruskiej inteligencji i duchowieństwa. W 1867 przegrał wybory do Sejmu na II kadencję z burmistrzem Sambora Michałem Popielem. 
Poseł do austriackiej Rady Państwa I kadencji (11 maja 1861 - 20 września 1865) z okręgu miast Sambor-Przemyśl-Jarosław-Drohobycz. Członek Koła Polskiego.
W latach 1867–1870 był członkiem Rady Powiatowej w Samborze oraz pełnił funkcję burmistrza. Działał w oddziale w samborskim Galicyjskiego Towarzystwa Gospodarskiego oraz w Samborskiej Kasie Oszczędności gdzie był prezesem.
Zmarł podczas rozprawy sądowej, w trakcie której doznał wylewu, zasłabł i zmarł w ciągu kilku godzin.

## Rodzina
Urodził się w mieszczańskiej rodzinie wyznania greckokatolickiego, był synem Jana i Tekli z Kucharskich, miał braci Aleksandra Auksentusa (ur. 1817), Edwarda (ur. 1821) i Juliana. Był żonaty, jego żona miała na imię Emilia. Małżeństwo było bezdzietne. 